# Byzantinobulgarica
Byzantinobulgarica – rocznik bizantynologiczny ukazujący się w Sofii od 1962 roku. Publikowane są w nim artykuły naukowe dotyczące Bizancjum i średniowiecznej Bułgarii (do 1393 roku) w językach kongresowych. Wydawcą jest Bułgarska Akademia Nauk i Uniwersytet Sofijski im. św. Klemensa z Ochrydy. 